# Schönwald
Schönwald es un municipio situado en el distrito de Dahme-Bosque del Spree, en el estado federado de Brandeburgo (Alemania), a una altitud de 950-1150 metros sobre el nivel del mar. Su población en 2020 es de 2.400 habitantes. Su densidad de población es de 52 hab./km²